# آگوست گوستافسون
آگوست گوستافسون (انگلیسی: August Gustafsson؛ ۴ نوامبر ۱۸۷۵ – ۳۱ اکتبر ۱۹۳۸) ورزشکار طناب‌کشی اهل سوئد بود.
وی در مسابقات کشوری و بین‌المللی در مجموع برندهٔ ۱ مدال طلا شده‌است.